# Fyrisån
Fyrisån är Upplands längsta å, 80 kilometer lång (95  kilometer om man räknar från Vendelåns källor). Den tillhör Norrströms huvudavrinningsområde. Den har sitt källflöde i trakten av Dannemora och mynning i en vik av Mälaren som heter Ekoln, strax söder om Uppsala. Namnet Fyrisån skapades under senare delen av 1600-talet av främst Olof Rudbeck, innan dess hette den Salaån.

## Allmänt
Fyrisåns avrinningsområde är 1 990  kvadratkilometer stort vilket motsvarar nästan en tredjedel av Uppsala län. Fyrisån har flera biflöden: Sävjaån, Jumkilsån, Vendelån, Björklingeån och Vattholmaån. Vid Ulva kvarn utvecklar Fyrisån ett fall på fyra meter, som är Upplands högsta. Här tillvaratogs vattenkraften sedan slutet av 1200-talet för att driva vattenkvarnar i olika former fram till 1963. 
Vatten pumpas från sjön Tämnaren över till Fyrisån för att i närheten av Uppsala pumpas upp på Uppsalaåsen för att infiltreras och därigenom renas genom marken. Därefter pumpas det numera rena vattnet upp igen och används som dricksvatten i Uppsala stad.

## Broar i Uppsala
Norrifrån räknat (några av broarna ligger utanför tätorten Uppsala): 

- Skyttorp, bilväg från väg 290
- Storvreta, bilväg vid reningsverket i Storvreta
- E4 vid Fullerö, motorväg
- länsväg C 600 (gamla E4:an) vid Ärna gård
- bro vid Brogården, länsväg C 631 från Ulva till länsväg C 600
- Ulva kvarn
- Klastorp (träbro)
- Gång- och cykelspång parallell med och intill Bärbyleden
- Tunabergsbron – Bärbyleden
- Fyrishovsspången – gång- och cykelspång mellan Fyrishov och bilparkering
- Fyrisvallsbron
- Idunspången - gång- och cykelbro mellan Ringgatan, Fyrisvall, och södra Svartbäcken
- Strandängsspången - mellan Fyrisvallen, och södra Svartbäcken (ovanpå de gamla fjärrvärmerören)
- Järnvägsbro för Dalabanan
- Fyrisspången (tidigare Heimdalsspången), gång- och cykelspång vid Fyrisskolan
- Luthagsbron (Luthagsleden)
- Eddaspången – gång- och cykelbro
- Haglunds bro – bro vid Skolgatan
- Jernbron – gång- och cykelbro
- S:t Olofsbron – ersatte år 1965 Jernbron, som gick här och hade blivit för smal för trafiken.
- Dombron – stenvalvsbro ombyggd 1760. Uppsalas äldsta bro, på medeltiden ersatte den det närbelägna Östra Aros vadställe.
- Nybron
- Västgötaspången – gång- och cykelbro
- Islandsbron
- Hamnspången – gång- och cykelbro
- Tullgarnsbron - klaffbro
- Kungsängsbron – klaffbro
- Vindbron – gång- och cykelbro mellan Ultuna och Kungsängens gård
- Flottsundsbron – klaffbro i södra Sunnersta, precis innan åns mynning i Ekoln.

## Djurliv
Den rödlistade fisken asp leker i både Fyrisån och biflödet Sävjaån som är fri från vandringshinder upp till och med Funbosjön. Möjligheterna för asp att lekvandring i Fyrisån har förbättrats med byggande av fisktrappor.

### Rödlistadearter
- Flat dammussla[2]
- Tjockskalig målarmussla (endast skalfynd)[2]
- Asp[3]
- Ål
- Utter

## Sport och friluftsliv
På Fyrisån finns en kanotled, som sköts av Upplandsstiftelsen. Flera badplatser finns i ån bland annat vid Storvad (i Gamla Uppsala). Sista april varje år arrangerar Uppsala teknolog- och naturvetarkår en forsränning i Fyrisån i centrala Uppsala. Studenter vid Uppsala universitet samt inresta studenter från andra universitet och högskolor, bygger egna flottar som de paddlar nedför ån. Evenemanget är en mycket uppskattad tradition.

## I kulturen
Fyrisån ombesjungs i Ulf Peder Olrogs "U-båt till salu", och i Veronica Maggios "17 år".

## Bilder

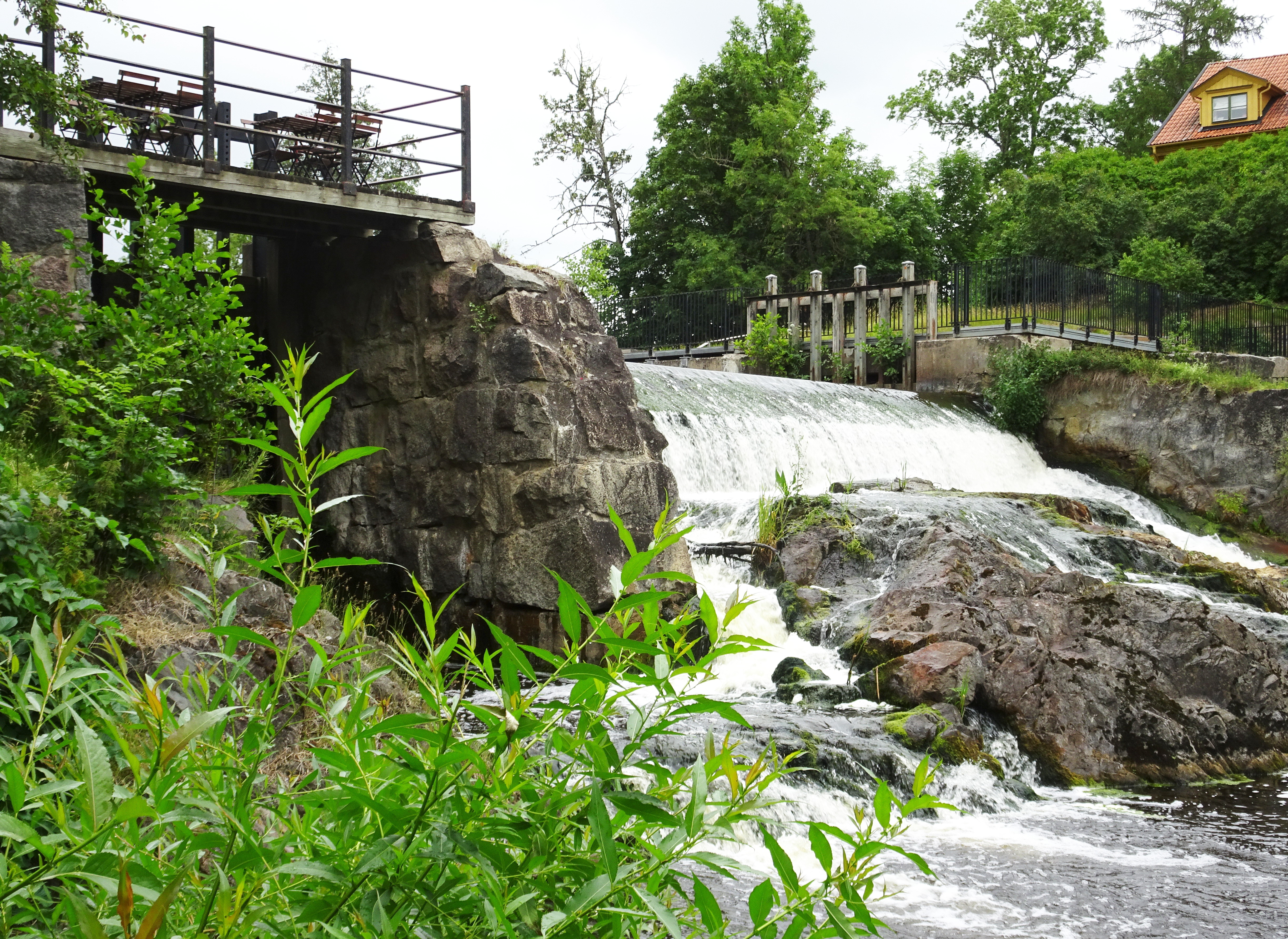
Vattenfallet vid Ulva kvarn.
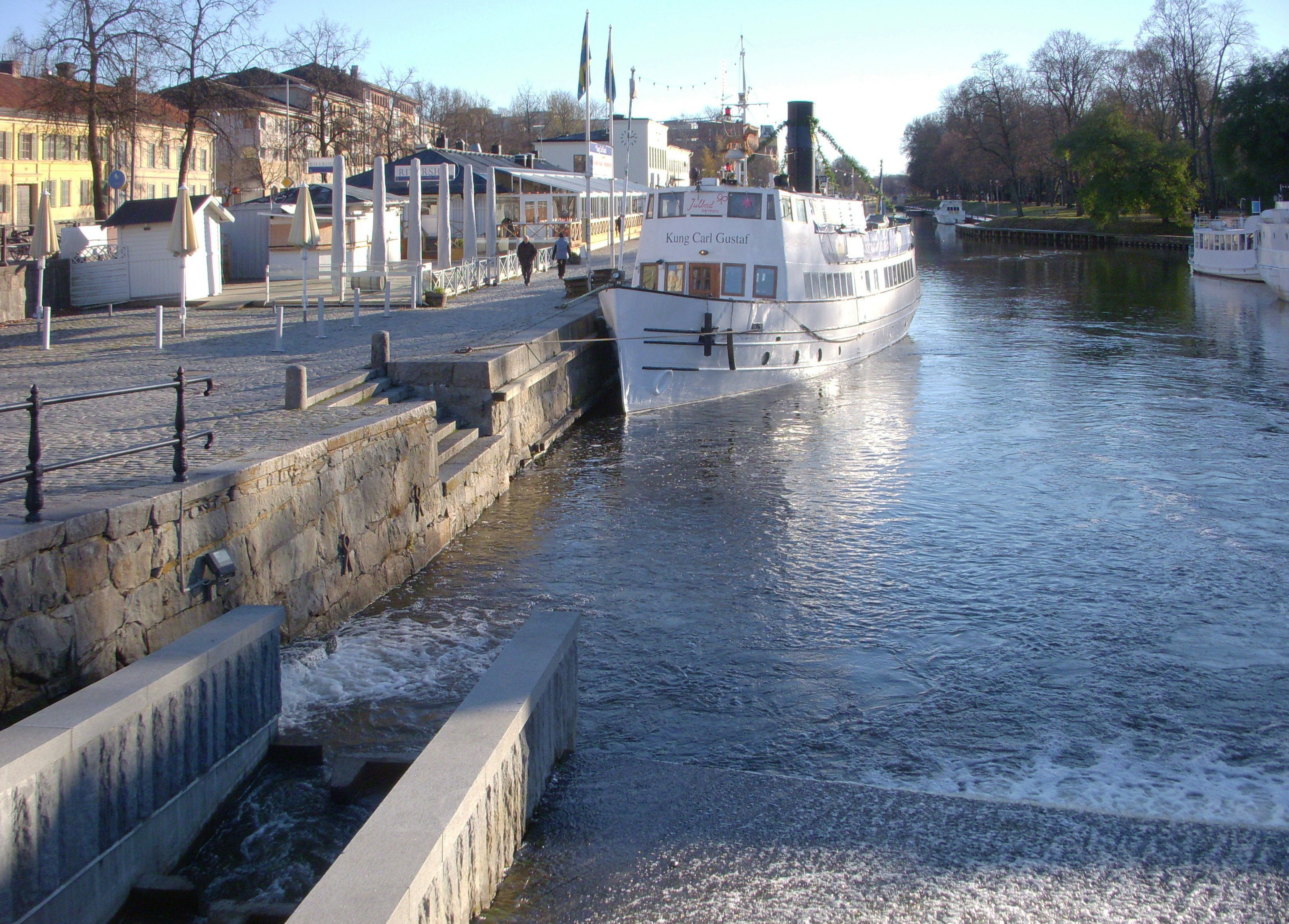
Fyrisån mot söder från Islandsbron.
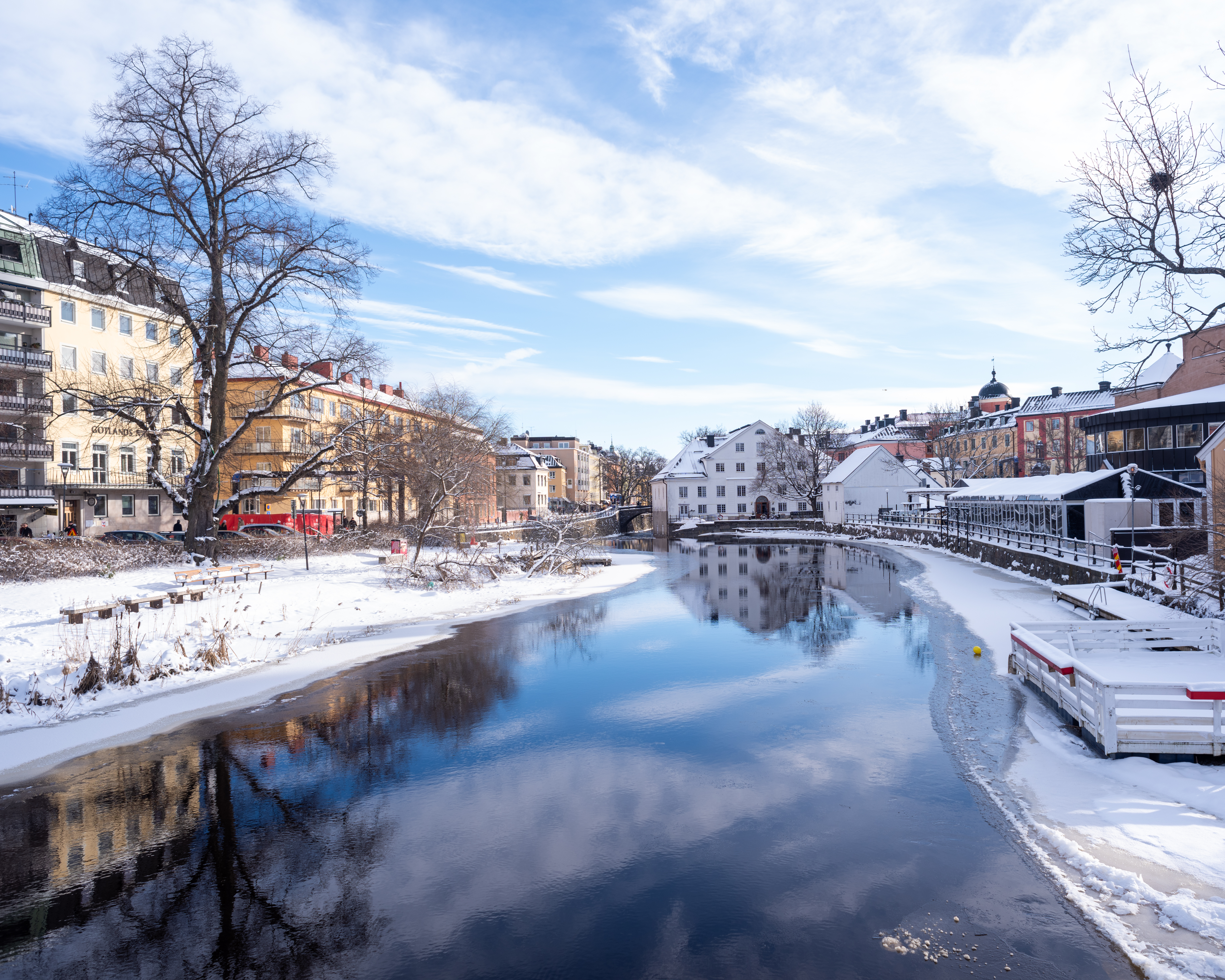
Fyrisån mot Upplandsmuseet.
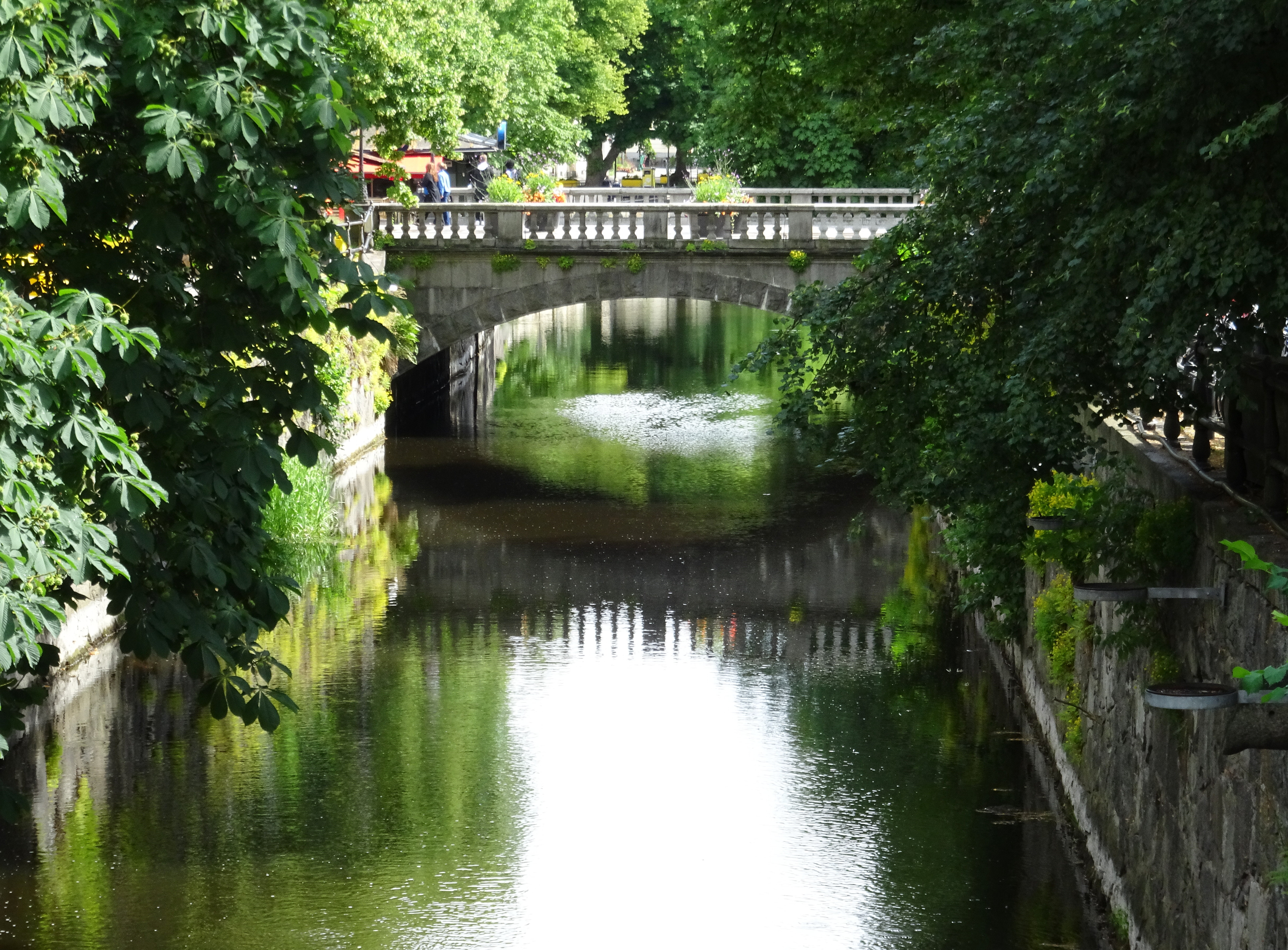
Fyrisån mot norr med Nybron.
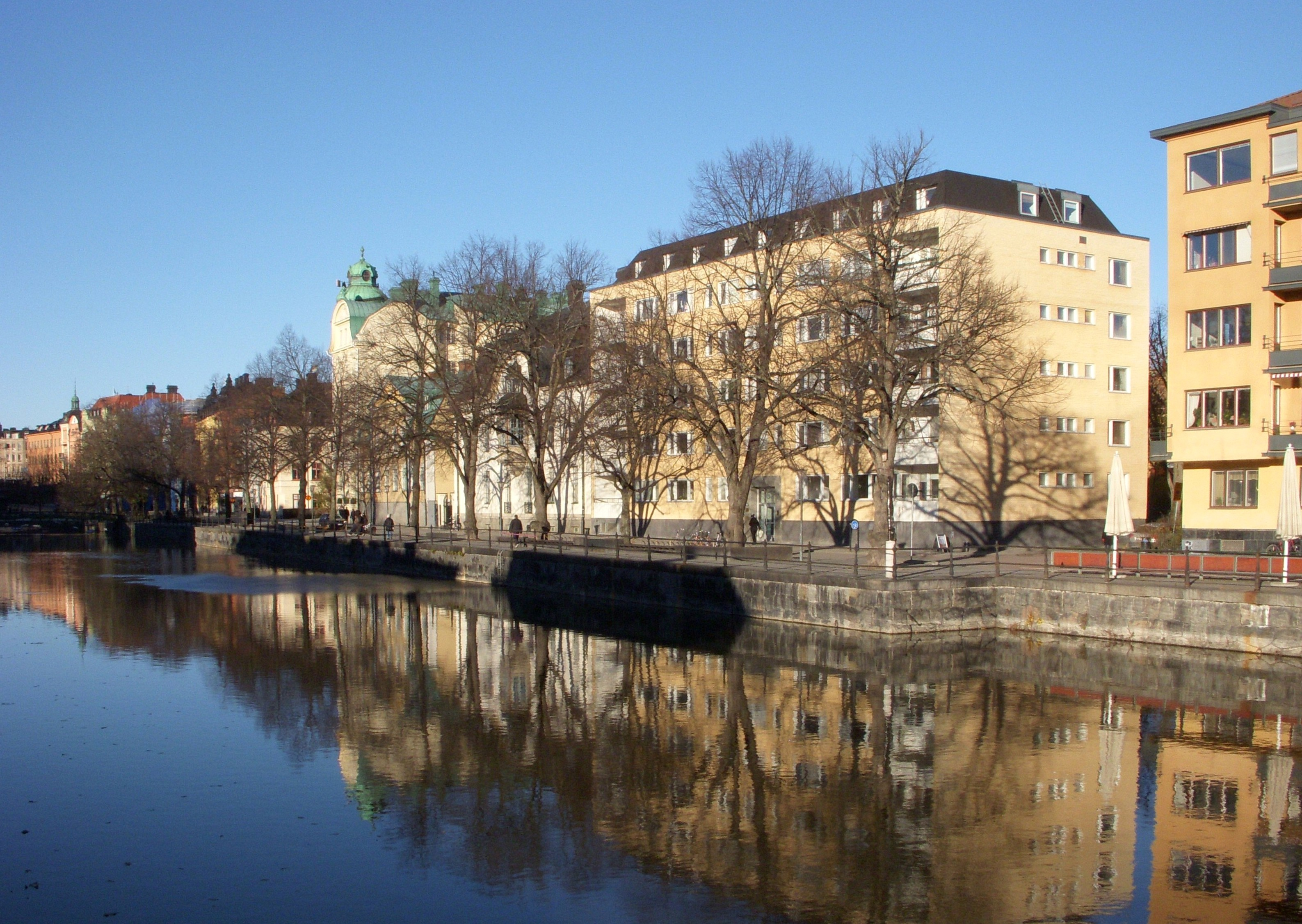
Fyrisån mot Östra Ågatan.